# Tahar Zaouche (général)
Pour les articles homonymes, voir Famille Zaouche.
Tahar Zaouche, né en 1834 à Tunis et mort en 1891 à La Marsa, est un général tunisien.
Il appartient à une famille du makhzen beylical, originaire d'Algérie et arrivée à Tunis au XVIIIe siècle et ayant occupé, à partir du XIXe siècle, à la faveur de sa réussite, les plus hautes charges de la régence.

## Biographie
Fils d'artisans tisserands de soie, Zaouche et son frère Hassan s'engagent dans les rangs de l'armée beylicale tunisienne pour en devenir les futurs cadres. Ils se font remarquer par Sadok Bey, qui les nomme respectivement officier et aide de camp. Tahar Zaouche est assigné au service du prince héritier Ali Bey et devient général de brigade et conseiller du bey lorsque celui-ci monte sur le trône en 1882.
Dans une lettre du 19 octobre 1867, adressée à son gouvernement par le consul général du Danemark à Tunis, au sujet de l'insurrection menée par Ali Ben Ghedhahem en 1864, il est fait état selon Nazli Hafsia de l'arrestation d'un serviteur du bey du camp, le futur Ali III, pour avoir été trouvé nanti d'une lettre du général Tahar Zaouche, adressée aux montagnards, les engageant à ne faire aucune concession au général Ahmed Zarrouk et d'attendre les ordres du prince Ali. Fidèle de ce dernier, Zaouche participe également à la bataille de Sfax contre les forces françaises en juillet 1881.
En 1878, il organise la représentation de la Tunisie à la troisième Exposition universelle de Paris et dirige la mission tunisienne qui se rend en France.
L'auteur et avocat anglais Alexander Meyrick Broadley (en), exilé à Tunis à la fin du XIXe siècle, apporte un témoignage sur l'engagement du général Zaouche aux côtés d'Ali Bey pendant la conquête française : il le qualifie comme l'un des hommes les plus habiles et les plus redoutables de la régence.
Grand propriétaire terrien, Zaouche acquiert également une importante fortune qui lui permet d'édifier et d'acquérir plusieurs immeubles d'importance dans la médina de Tunis et dans la ville européenne : palais du Cheikh El Médina Mohamed Asfouri, immeuble du Magasin général (avenue de France), palais Ben Ayed (rue Sidi Ben Arous) et palais Zaouche à La Marsa (rue Mohamed-Ali).

## Vie privée
Marié en secondes noces à Elysabetta Leone, fille d'un armateur génois résidant à La Goulette, Francesco Leone, Zaouche a quatre fils et cinq filles ; il est le père d'Abdeljelil Zaouche et le grand-père d'Ahmed et Tahar Zaouche.